# Eigenheimers
Eigenheimers is een Nederlandse film uit 2006, en is uitgebracht als Telefilm.
Het is de vierde film van de hand van scriptschrijver Dick van den Heuvel. De titel van de film verwijst niet alleen naar een van de rassen die aardappelboer Jaap verbouwt, maar ook naar Jaap en zijn neefje Xander zelf.

## Verhaal
Aan het begin van de film worden de ouders van Xander in zijn aanwezigheid in hun auto geliquideerd bij een afrekening in de criminele wereld. Xanders vader is de creatieve boekhouder van onderwereldfiguur Demouge, zijn moeder is de zus van aardappelboer Jaap. Vlak voor zij gedood wordt, weet zij Xander de codes van de gekraakte bankrekening toe te spelen. De 14-jarige Xander wordt door politieagente Margje ondergebracht bij zijn oom Jaap. In eerste instantie wil de verstandhouding tussen de twee niet vlotten, maar langzaamaan groeit het vertrouwen. Als de crimineel Demouge achter de verblijfplaats van Xander komt, probeert hij de code te bemachtigen. Een spannende ontknoping volgt.

## Rolverdeling
- Frank Lammers – Boer Jaap
- Daniel Römer – Xander
- Marit van Bohemen – Margje (politieagente)
- Hans Kesting – Dumouge
- Saskia Mulder – Antoinette
- Marcel Musters – Boer Geert